# おにぎり母さん
『おにぎり母さん』（おにぎりかあさん）は、1971年1月4日から同年3月29日までフジテレビ系列局で放送されていたフジテレビ製作のテレビドラマである。放送時間は毎週月曜 20:00 - 20:56 （日本標準時）。
おにぎり屋の女主人を中心とする新宿・歌舞伎町の人間模様を描いた作品。出演者は藤間紫、光本幸子、大谷直子、小倉一郎、名古屋章。脚本は主に鎌田敏夫が、演出は主に高橋智男が手掛けていた。

## 参考資料
- テレビドラマデータベース[どれ?]